# Wilhelm Christiaan Nieuwenhuijzen

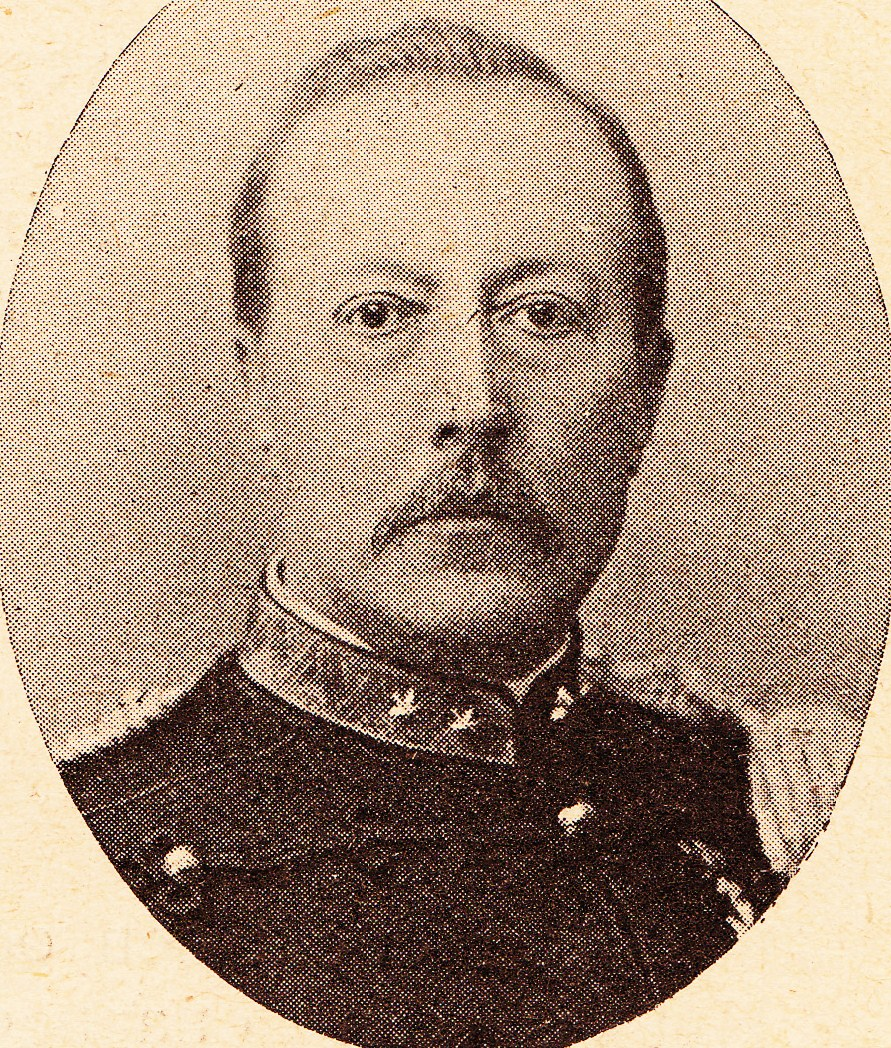
Kolonel Wilhelm Christiaan Nieuwenhuijzen

Wilhelm Christiaan Nieuwenhuijzen (ook Nieuwenhuizen) (Soerabaja, 30 september 1847 - Den Haag, 15 september 1913) was een Nederlandse kolonel in het Koninklijk Nederlandsch-Indisch Leger, publicist en ridder in de Militaire Willems-Orde vierde klasse. Hij was de zoon van Frederik Nicolaas Nieuwenhuijzen.

## De Atjeh-expedities
Nieuwenhuijzen volgde de Koninklijke Militaire Academie en werd in 1869 benoemd tot tweede luitenant der infanterie. Ten tijde van de eerste Atjeh-oorlog was hij werkzaam als eerste luitenant bij het Departement van Oorlog in Batavia. Hij nam deel aan de tweede Atjeh-oorlog als adjudant van generaal Gustave Verspyck. Per Koninklijk Besluit van 6 oktober 1874 nummer 10 werd hij hiervoor benoemd tot ridder in de Militaire Willems-Orde vierde klasse. Hij was in een boek dat hij in 1877 publiceerde, zeer kritisch over het beleid dat generaal Jan van Swieten aanhield inzake het transport van de troepen naar Atjeh ten tijde van de tweede expeditie en betoogde dat het niet wenselijk was geweest dat Van Swieten het aantal transportschepen verminderd had, terwijl er zich onder de troepen al gevallen van cholera hadden voorgedaan. Daardoor was deze ziekte, dankzij de overbevolking van de resterende schepen, nog verder bevorderd.

## Latere tijd
In 1892 werd Nieuwenhuijzen benoemd tot luitenant-kolonel bij de generale staf; hij bleef actief te Atjeh; bij KB van 16 april 1895 nr. 34 werd hem als luitenant-kolonel de Eresabel verleend, voor "in Atjeh en onderhorigheden den lande bewezen buitengewone diensten". In 1896 werd hij gepensioneerd, met als rang titulair kolonel. Hij schreef nu een reeks van artikelen (1897) over het in zijn ogen falen van de weinig consistent gevoerde politiek in Atjeh, gedurende de 23 jaar dat die oorlog toen al duurde. Later maakte hij deel uit van de redactie van het in 1882 door F.H. Boogaard opgerichte tijdschrift de Militaire Gids. Orgaan voor weermacht en natie.
Nieuwenhuijzen overleed in Den Haag op 15 september 1913 en werd op 18 september begraven op Nieuw Eykenduynen.

## Oeuvre
- 1877. Monitor (W.C. Nieuwenhuijzen). De transportschepen voor het Indische leger. G. Kolff & Co. Batavia.
- 1897.De politiek van de oorlog in Atjeh. Indisch Militair Tijdschrift. Bladzijde 1, 85, 157, 237, 337, 413, 493, 579, 663, 733, 819 en 917 (12 afleveringen)